# سانجانا سانغي
سانجانا سانغي (مواليد 2 سبتمبر 1996) هي ممثلة و عارضة أزياء هندية تعمل في أفلام باللغة الهندية.
بدأت سانغي حياتها المهنية كفنانة طفلة في فيلم Rockstar 2011. لاحقًا، ظهرت في الأدوار الداعمة في أفلام 2017 Hindi Medium و Fukrey Returns. كان أول دور رئيسي لها أمام سوزانت سينغ راجبوت في فيلم Mukesh Chhabra لعام 2020، ديل بشارة. الآن في عام 2021، ستلعب دور البطولة أمام أديتيا روي كابور في فيلم Om: The Battle within الذي تنتجه Zee Studios.

## وصلات خارجية
- سانجانا سانغي على موقع IMDb (الإنجليزية)
- سانجانا سانغي على موقع قاعدة بيانات الفيلم (الإنجليزية)
- سانجانا سانغي على موقع كينوبويسك (الروسية)